# Bdeogale crassicauda
La mangosta colipeluda (Bdeogale crassicauda) es una especie de mamífero carnívoro  de la  familia Herpestidae.

## Subespecies
Se reconocen las siguientes:
- Bdeogale crassicauda crassicauda
- Bdeogale crassicauda nigrescens
- Bdeogale crassicauda omnivora (especie aparte según algunos autores)[1]
- Bdeogale crassicauda puisa
- Bdeogale crassicauda tenuis

## Distribución
Se distribuye desde el este de Zimbabue y el centro de Mozambique hacia el norte a través de Malaui, oriente de Zambia, sudeste de la RD del Congo, Tanzania y Kenia. Se ha reportado hasta los 1,850 m s. n. m.
Se encuentra en una amplia variedad de hábitats incluyendo bosques de Acacia en Mozambique, bosque de Brachystegia en Zimbabue, regiones montanas y bosques de bambú en las montañas Udzungwa; y matorrales y bosques de Tanzania.

## Características
Tiene una longitud de 40–50 cm; pesa 0.9–1.6 kg, es omnívora, pero se alimenta de aves pequeñas y huevos.